# Tschuschkopek

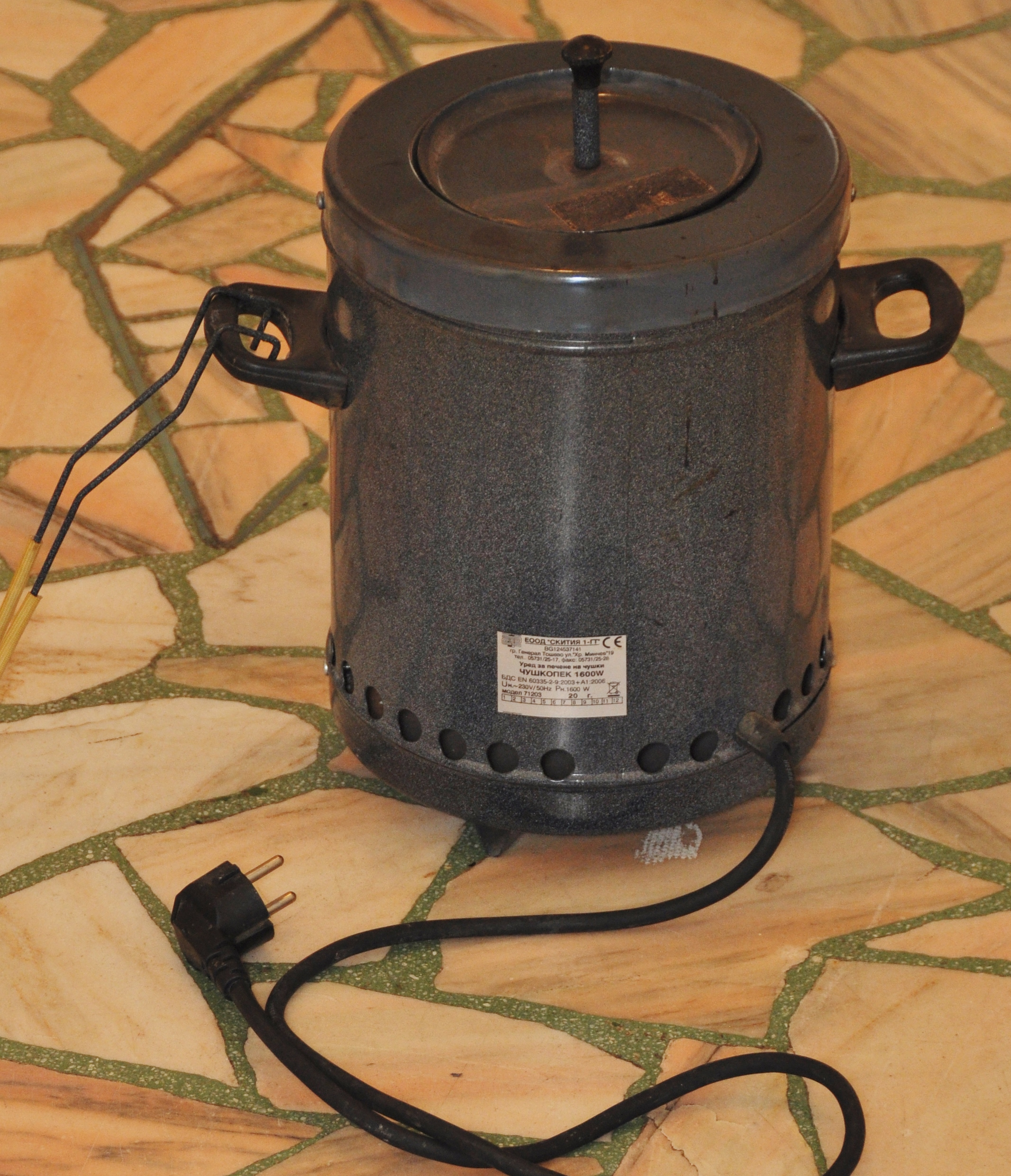
Tschuschkopek

Der Tschuschkopek (bulgarisch Чушкопек, dt. Paprikabacker) ist ein bulgarisches Haushaltsgerät für das Backen von Paprika. Er hat Heizelemente, die einen innen liegenden steinernen Hohlzylinder von außen erhitzen. Der Zylinder ist ungefähr so groß wie eine große Paprika. Einen Tschuschkopek für mehr als eine Paprika wird als „dreifacher Tschuschkopek“ (im Volksmund „Mercedes-Typ“) bezeichnet. Der Tschuschkopek kann auch für das Backen anderer Gemüse verwendet werden, zum Beispiel Auberginen oder Kartoffeln.
Das Gerät wurde in einer Werkstatt in Weliko Tarnowo erfunden. Der Prototyp wurde 1974 gebaut, musste aber bald verändert werden, da die Materialien nicht brandsicher waren. Aufgrund des großen Erfolges des Geräts und internationaler Nachfrage entschloss man sich von offizieller Seite, das im Rahmen von Informeller Wirtschaft entstandene Gerät zu legalisieren. Sein Erfinder, Ingenieur Nikolai Piperkov, fertigte im Nachhinein den Geräteplan an, um die offizielle Genehmigung durch die bulgarischen Behörden erhalten zu können. Offiziell wurden die Geräte sogar in den Labors des staatlichen „Elprom“ getestet, dies geschah jedoch, nachdem bereits Tausende Tschuschkopeks auf dem Markt waren.
Zur Zeit der Planwirtschaft in der Volksrepublik Bulgarien wurde der Tschuschkopek zu einem weit verbreiteten Haushaltsgerät. Seine Popularität blieb auch nach der Wende 1989 erhalten. Ende 2009 wurde er von Zuschauern des Bulgarischen Nationalen Fernsehens zur „Bulgarischen Haushaltsrevolution des 20. Jahrhunderts“ erkoren. Er findet sich in beinahe jedem bulgarischen Haushalt.